# Hidenori Ishii
Hidenori Ishii (石井 秀典, Ishii Hidenori) est un footballeur japonais né le 23 septembre 1985. Il évolue au poste de défenseur au Tokushima Vortis.

## Biographie
Hidenori Ishii est vice-champion de J-League 2 en 2008 avec le Montedio Yamagata.